# 만덕중학교
만덕중학교(萬德中學校)는 대한민국 부산광역시 북구 만덕동에 있는 공립 중학교이다.

## 학교 연혁
- 1998년 12월 29일 : 만덕중학교로 교명 확정
- 1999년 1월 14일 : 27학급으로 설립인가
- 1999년 3월 1일 : 초대 정방태 교장 취임
- 2001년 3월 1일 : 부산광역시교육청지정 교실수업개선 연구학교 운영(2년간)
- 2001년 6월 15일 : 핸드볼부 창단
- 2013년 3월 1일 : 선진형 교과교실제 운영
- 2018년 3월 1일 : 다행복학교 지정 및 운영(4년간)
- 2019년 6월 13일 : 다목적강당 해울누리관 준공
- 2022년 3월 1일 : 부산광역시교육청 지정 다행복나눔학교 운영(4년간)
- 2024년 9월 1일 : 제11대 강여순 교장 취임
- 2025년 2월 6일 : 제24회 졸업식(7학급 172명)
- 2025년 3월 4일 : 제27회 입학식(8학급 216명)

## 참고 자료
- 만덕중학교 - 한국교육학술정보원 학교알리미